# Liste de films tournés au Havre
Ceci est une liste de films tournés au Havre. Elle ne prétend pas être exhaustive, et ne liste que des films ayant été essentiellement tournés au Havre, du moins pour leurs scènes extérieures. 
| Sorti en | Titre                         | Réalisateur                                | Acteurs principaux                             |
| -------- | ----------------------------- | ------------------------------------------ | ---------------------------------------------- |
| 1929     | Un chien andalou              | Luis Buñuel Salvador Dalí                  |                                                |
| 1934     | Le Paquebot Tenacity          | Julien Duvivier                            |                                                |
| 1934     | L'Atalante                    | Jean Vigo                                  |                                                |
| 1936     | Les Perles de la couronne     | Sacha Guitry                               |                                                |
| 1938     | Le Quai des brumes            | Marcel Carné                               | Jean Gabin                                     |
| 1938     | La Bête humaine               | Jean Renoir                                | Jean Gabin                                     |
| 1949     | Un homme marche dans la ville | Marcello Pagliero                          | Grégoire Aslan                                 |
| 1961     | L’Éducation sentimentale      | Alexandre Astruc                           |                                                |
| 1966     | Sale temps pour les mouches   | Guy Lefranc                                |                                                |
| 1968     | Le Cerveau                    | Gérard Oury                                |                                                |
| 1969     | La Horse                      | Pierre Granier-Deferre                     |                                                |
| 1970     | Valparaiso, Valparaiso        | Pascal Aubier                              |                                                |
| 1978     | Félicité                      | Christine Pascal                           |                                                |
| 1980     | Une sale affaire              | Alain Bonnot                               | Marlène Jobert Victor Lanoux                   |
| 1986     | Havre                         | Juliet Berto                               |                                                |
| 1986     | Mon cas                       | Manuel de Oliveira                         |                                                |
| 1986     | Rue du départ                 | Tony Gatlif                                | François Cluzet                                |
| 1988     | Le Complot                    | Agnieszka Holland                          | Christophe Lambert                             |
| 2000     | Selon Matthieu                | Xavier Beauvois                            | Nathalie Baye Benoît Magimel                   |
| 2002     | La Beuze                      | François Desagnat et Thomas Sorriaux       |                                                |
| 2004     | Ce qu'ils imaginent           | Anne Théron                                | Marie Trintignant                              |
| 2005     | El cantor                     | Joseph Morder                              |                                                |
| 2007     | La Disparue de Deauville      | Sophie Marceau                             |                                                |
| 2008     | Disco                         | Fabien Onteniente                          | Franck Dubosc                                  |
| 2010     | Le Havre                      | Aki Kaurismäki                             | André Wilms                                    |
| 2010     | Tournée                       | Mathieu Amalric                            | Mathieu Amalric                                |
| 2011     | La Fée                        | Dominique Abel, Fiona Gordon et Bruno Romy |                                                |
| 2011     | Léa                           | Bruno Rolland                              | Anne Azoulay, Ginette Garcin et Éric Elmosnino |
| 2012     | 38 Témoins                    | Lucas Belvaux                              | Yvan Attal, Sophie Quinton et Nicole Garcia    |
| 2017     | Bad Buzz                      | Stéphane Kazandjian                        | Éric et Quentin                                |
| 2023     | Marie-Line et son juge        | Jean-Pierre Améris                         | Louane et Michel Blanc                         |